# 长缨站
长缨站是位于黑龙江省漠河县阿木尔林业局长缨林场的一个铁路车站，邮政编码165305。车站建于1972年，有富西铁路经过该站，现仅办理货运业务，不办理客运业务，车站及其上下行区间均未电气化。车站距离富裕站773公里，隶属哈尔滨铁路局，是四等站。